# Лахва (река)
Лахва́ (бел. Лахва́) — река в Шкловском, Могилёвском и Быховском районах Могилёвской области Белоруссии, правый приток Днепра.
Длина 90 км. Площадь бассейна 731 км². Среднегодовой расход воды в устье 4,4 м³/с. Средний наклон водной поверхности 0,6 ‰. Начинается на 1 км северо-восточнее д. Старая Водва Шкловского района. Устье в д. Залохвенье Быховского района.
Основные притоки: Лахвица, Живорезка, Противница (справа).
Течёт преимущественно по Центральноберезинской равнине. Долина трапециевидная, ширина её 0,5-0,8 км в верхнем течении, 1-1,5 км в нижнем. Склоны пологие и умеренно крутые, высотой до 10-25 м. Пойма двухсторонняя (ширина 0,4-0,6 км), слабопересечённая. Русло канализировано на 3 участках в Могилёвском районе. На остальном протяжении русло извилистое, ширина его 15-20 м, местами до 40. Берега высотой 0,5-1 м, в нижнем течении до 2 м. Наивысший уровень половодья в конце марта, наибольшая высота над меженным уровнем до 2,2 м в нижнем течении. На реке зона отдыха Лахва.
Гидроним Лахва образован от финно-угорского лах — «понижение, низина, русло» и ва — «вода».

## Галерея

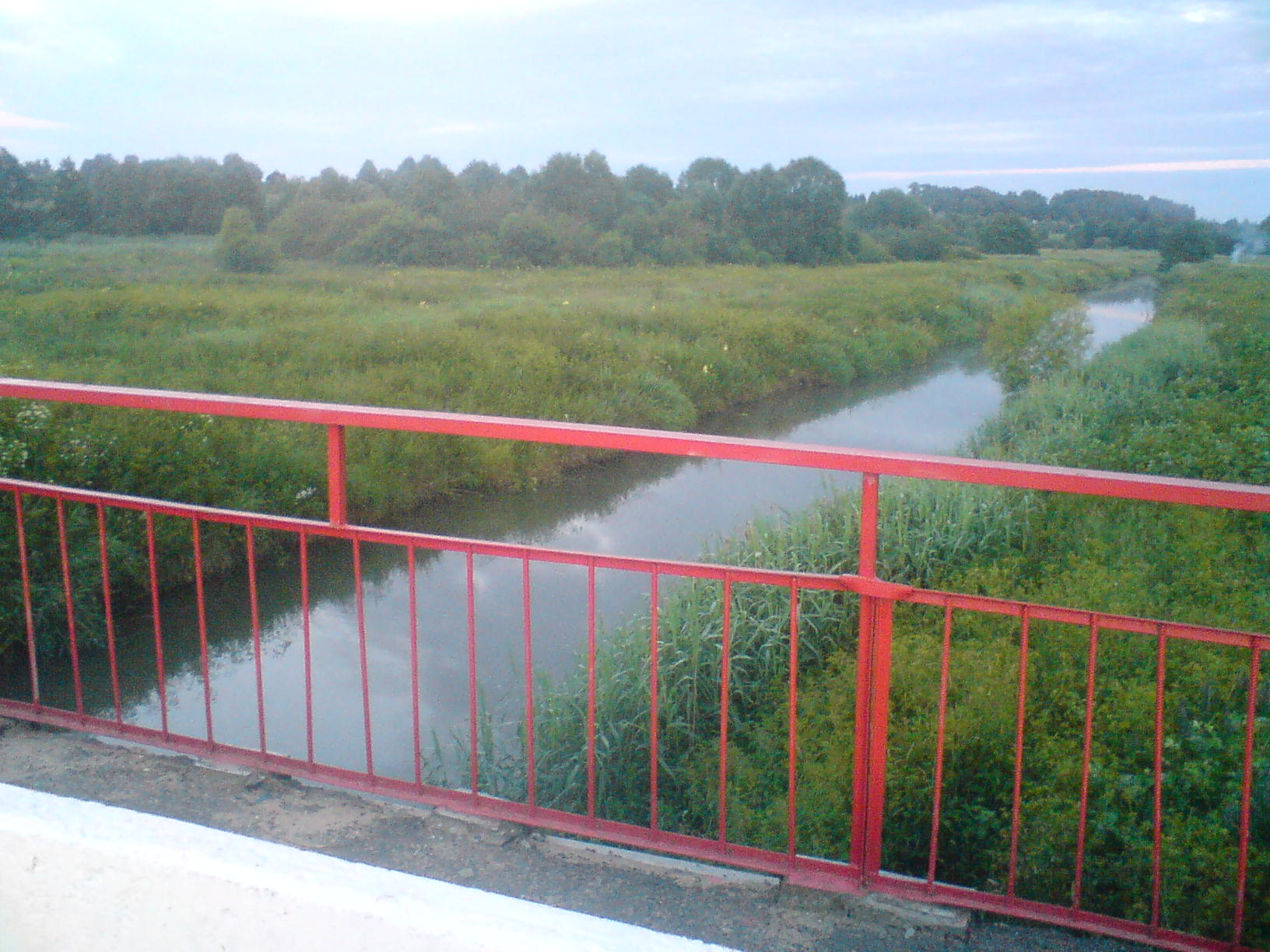
Лахва летом (деревня Сташино)
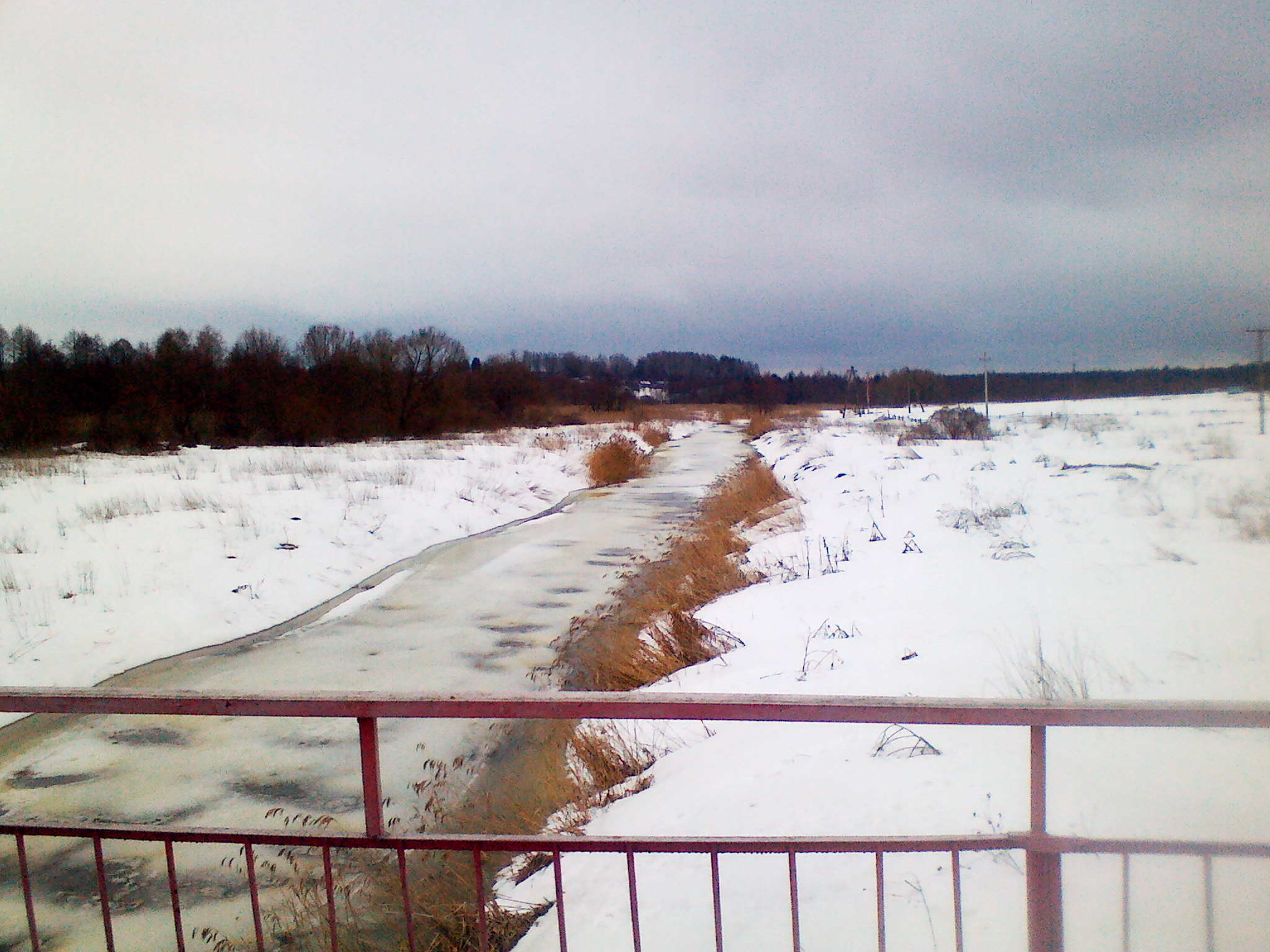
Лахва в апреле (деревня Сташино)
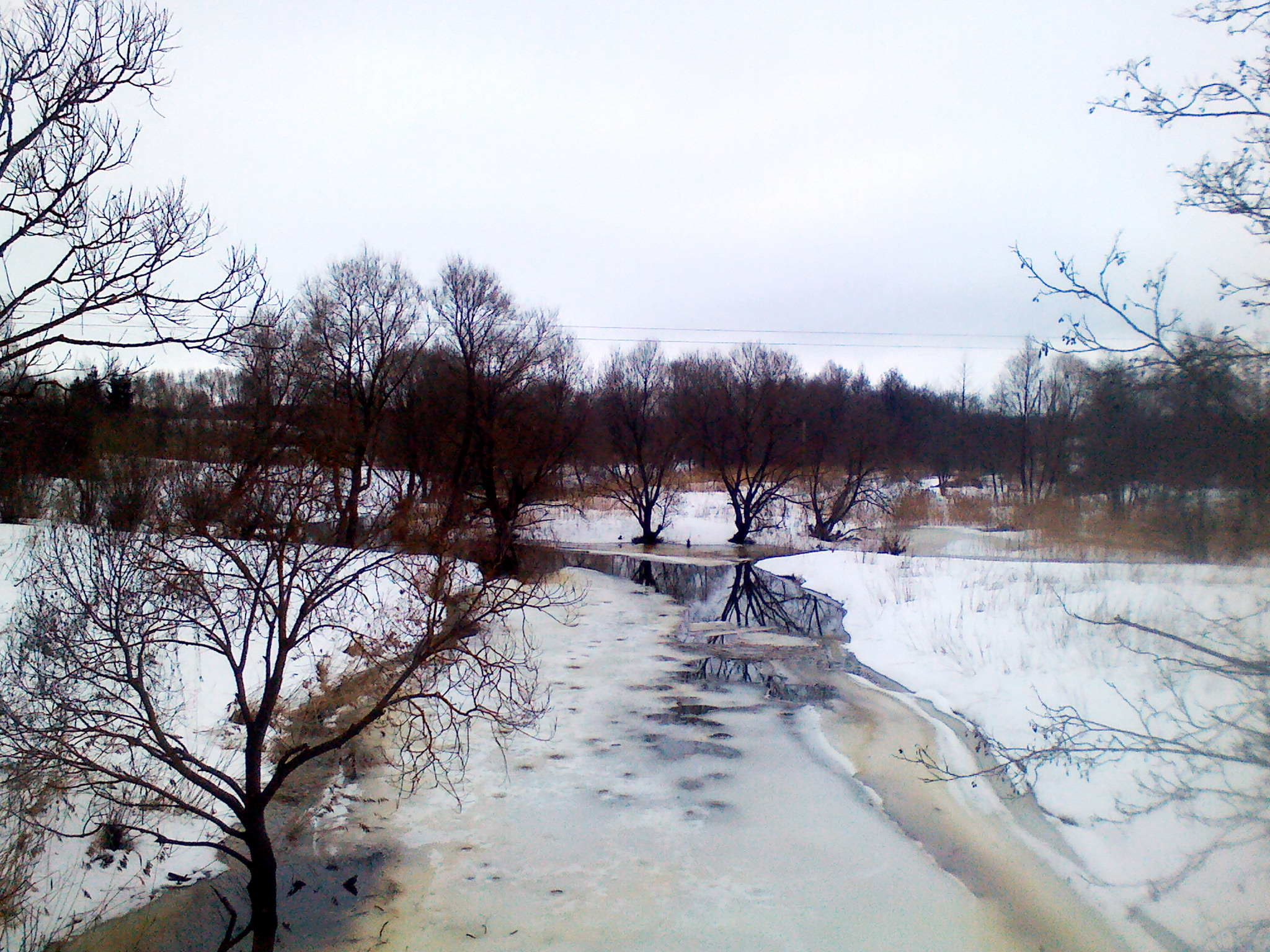
Лахва в апреле (деревня Сташино)
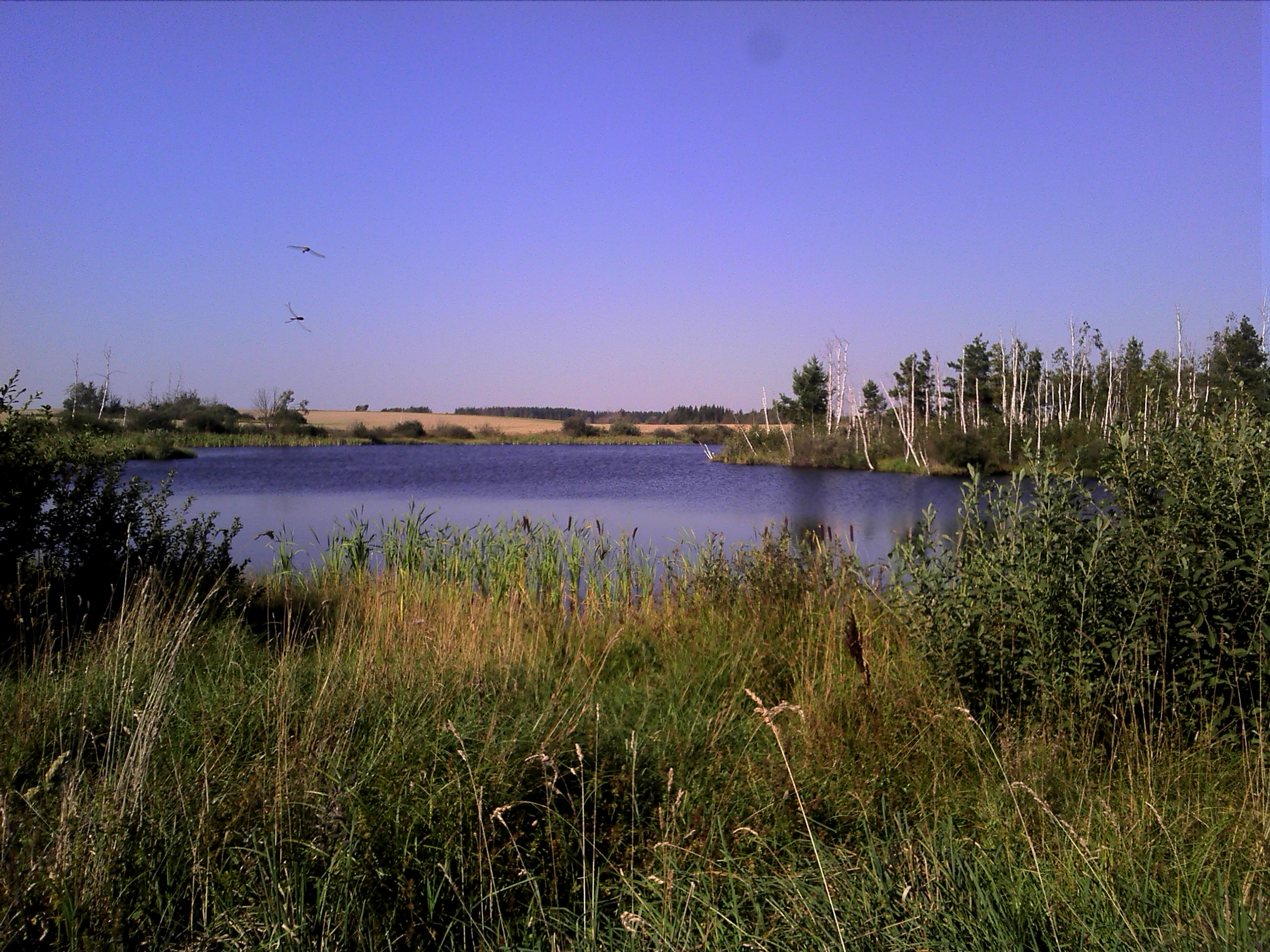
Небольшое озеро с островом у истоков реки